# Pointe Noire de Pormenaz
Pour les articles homonymes, voir Pointe Noire et Pormenaz.
La pointe Noire de Pormenaz est un sommet des Alpes françaises situé dans le massif de Pormenaz, à la limite des communes de Servoz et Passy, en Haute-Savoie.

## Protection environnementale
La pointe Noire de Pormenaz fait partie de la réserve naturelle nationale de Passy et de la zone naturelle d'intérêt écologique, faunistique et floristique des gorges de la Diosaz.

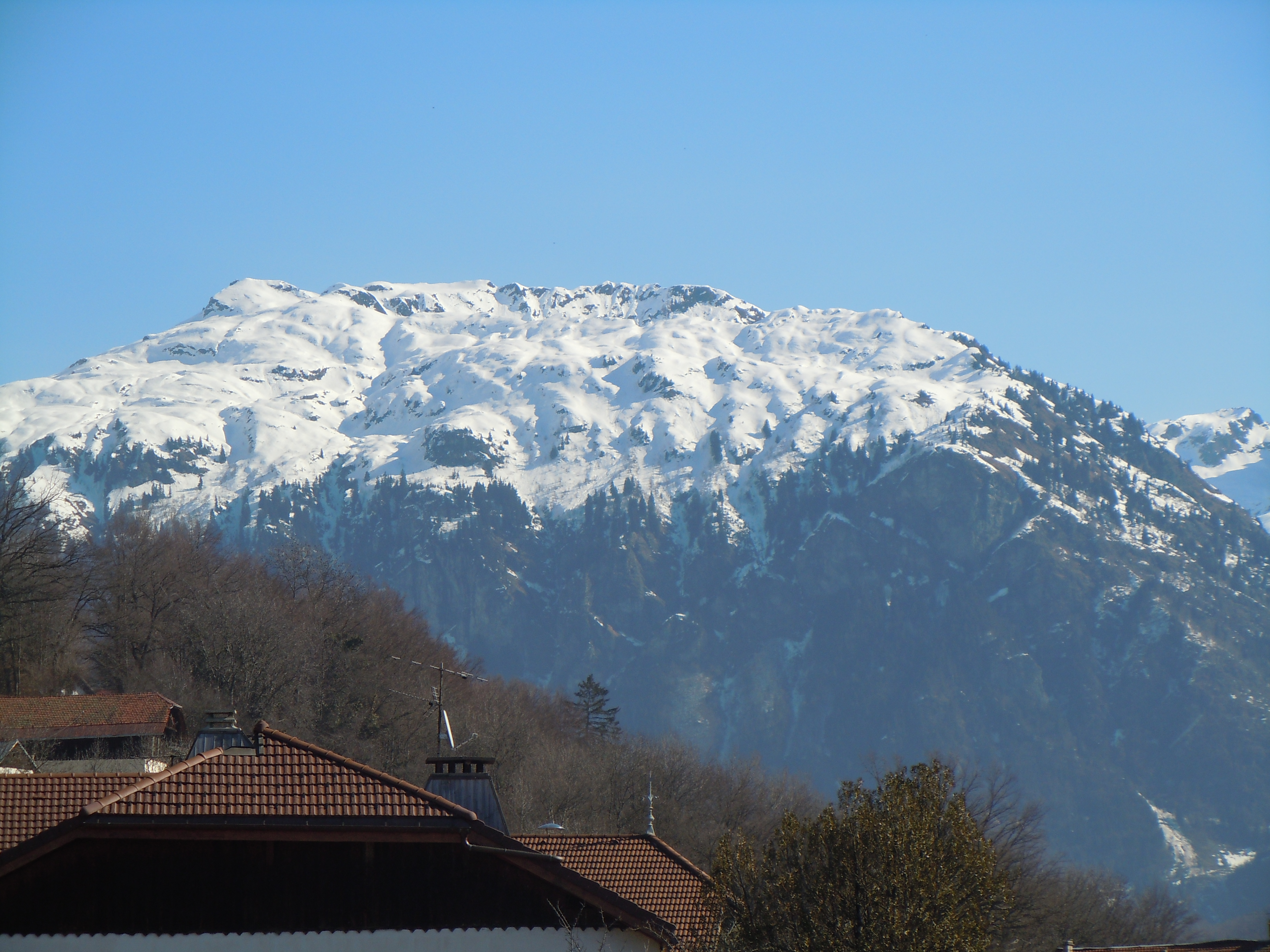
Vue de la pointe Noire de Pormenaz depuis Passy à l'ouest.